# 李璉 (正統進士)
李璉（1425年—？），字重器，廣東肇慶府四會縣人，民籍。明朝政治人物。進士出身。

## 生平
廣東鄉試第十五名。正統十三年（1448年）戊辰科會試第一百四名，殿試登進士第三甲第七十三名。

## 家族
曾祖父李宗義。祖父李敏德，曾任邵陽縣縣城。父亲李溥。